# Ukraińska Socjalistyczna Republika Radziecka

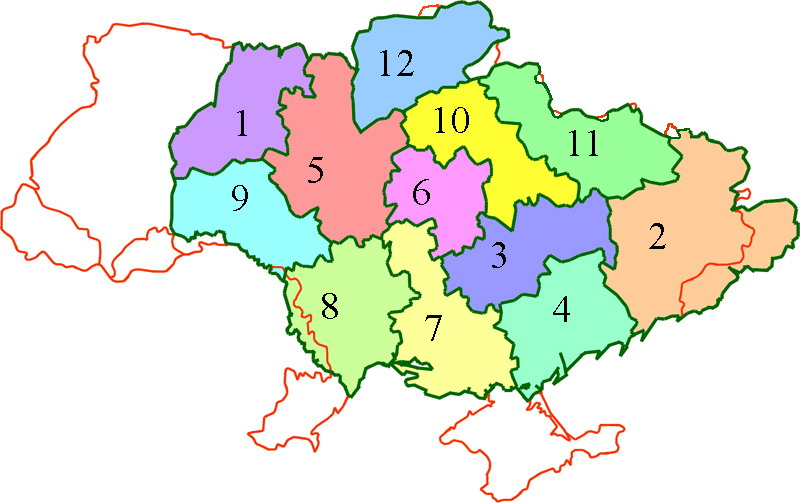
Podział gubernialny USRR z 1921

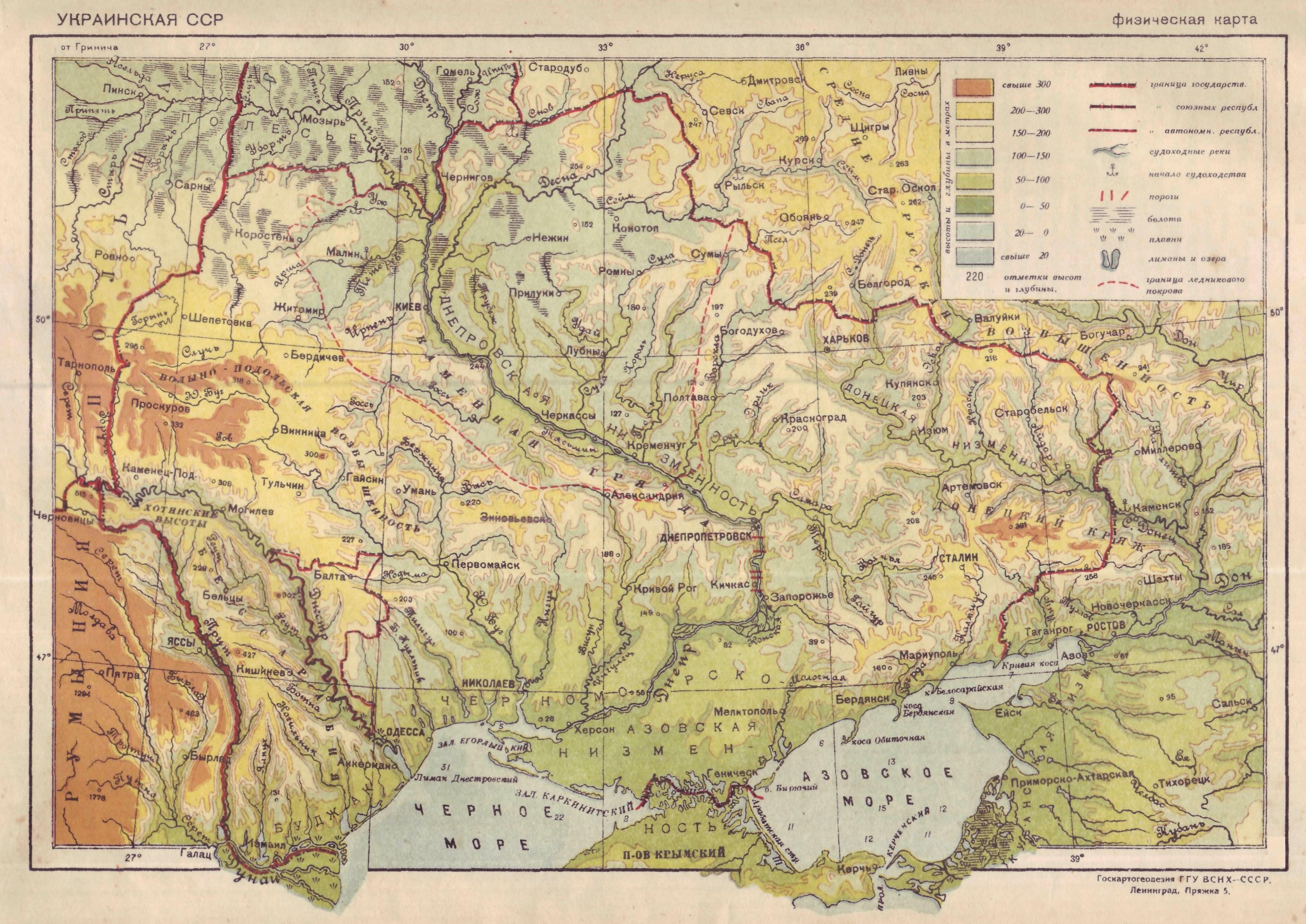
Ukraińska SRR w 1931 roku – mapa fizyczna

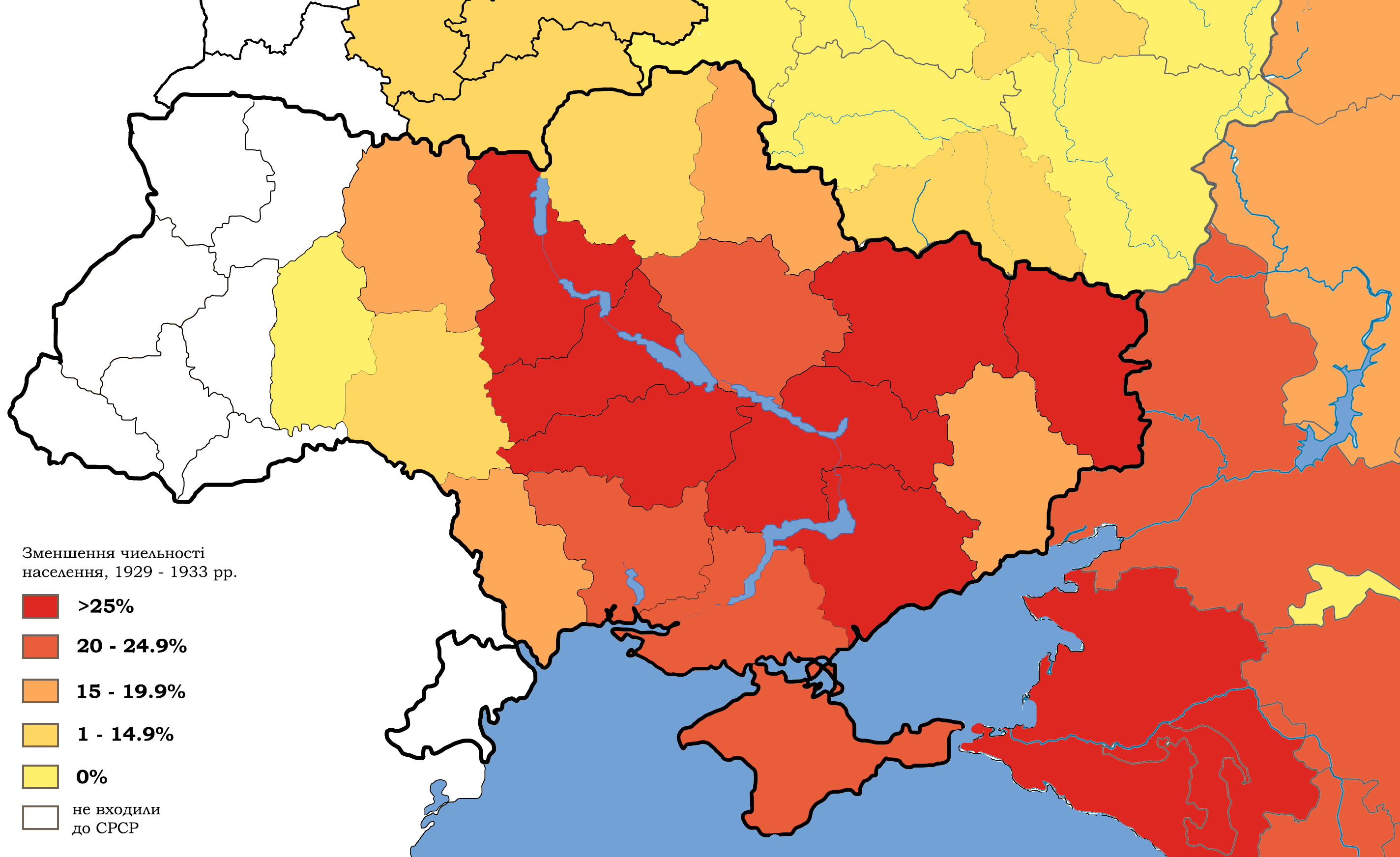
Mapa depopulacji – strat ludzkich w wyniku Wielkiego Głodu w latach 1932–1933

Ukraińska Socjalistyczna Republika Radziecka, Ukraińska SRR, radziecka Ukraina, USRR (ukr. Українська Радянська Соціалістична Республіка, Ukrajinśka Radianśka Socialistyczna Respublika; ros. Украинская Советская Социалистическая Республика, Ukrainskaja Sowietskaja Socyalisticzeskaja Riespublika) – w latach 1919–1922 państwo marionetkowe zależne od RFSRR, w latach 1922–1991 republika związkowa Związku Socjalistycznych Republik Radzieckich.
Ukraińska SRR była członkiem założycielem Organizacji Narodów Zjednoczonych i członkiem większości organizacji wyspecjalizowanych ONZ; obok Białoruskiej SRR i Rosyjskiej FSRR była jedną z trzech republik radzieckich, które były podmiotem prawa międzynarodowego. Ukraińska SRR brała udział w wojnie polsko-bolszewickiej (1919–1921) i była stroną traktatu ryskiego (1921).

## Historia

### Powstanie
Ukraińska Socjalistyczna Republika Radziecka powstała w wyniku rewolucji październikowej w 1917. Bolszewicy próbowali przejąć władzę w Kijowie równolegle do przewrotu w Piotrogrodzie, zostało to jednak uniemożliwione przez oddziały lojalne wobec Ukraińskiej Centralnej Rady, która 20 listopada 1917 proklamowała niepodległość Ukraińskiej Republiki Ludowej. W konsekwencji 24–25 grudnia 1917 roku w Charkowie bolszewicy stworzyli marionetkową Ukraińską Ludową Republikę Rad (nazwa podobna do Ukraińskiej Republiki Ludowej). Oddziały bolszewików 8 lutego 1918 roku zajęły Kijów. Po traktacie brzeskim terytorium Ukrainy znalazło się pod okupacją wojsk niemieckich i austro-węgierskich, zaś RFSRR była zmuszona uznać niepodległość Ukraińskiej Republiki Ludowej i 12 czerwca 1918 zawrzeć z Państwem Ukraińskim (Hetmanatem) zawieszenie broni, preliminaryjne do traktatu pokojowego. W latach 1918–1920 Kijów znajdował się kolejno we władaniu Ukraińskiej Republiki Ludowej, Hetmanatu, ponownie URL, bolszewików, Armii Ochotniczej gen. Antona Denikina, ponownie URL, bolszewików, władz URL sprzymierzonych z Polską, by od czerwca 1920 ostatecznie znaleźć się pod administracją sowiecką. 5–12 lipca 1918 roku utworzono ukraiński oddział RKP(b) – KPU(b).
Po kapitulacji Niemiec na froncie zachodnim (11 listopada 1918) rząd bolszewicki uznał traktat brzeski za niebyły i równolegle do wycofywania się wojsk niemieckich z tzw. Ober-Ostu rozpoczął zajmowanie opuszczanych przez Niemców terytoriów siłami Armii Czerwonej i proklamowanie w tym celu marionetkowych republik radzieckich. 30 listopada 1918 w Moskwie utworzony został w celu zamaskowania agresji Rosji Sowieckiej przeciw Ukraińskiej Republice Ludowej Tymczasowy Robotniczo-Chłopski Rząd Ukrainy na czele z Jurijem Piatakowem.
3 stycznia 1919 r. Armia Czerwona zajęła Charków, który stał się pierwszą siedzibą rządu i stolicą Ukraińskiej SRR. 25 stycznia 1919 Rząd Tymczasowy uchwalił połączenie Ukrainy z Rosją na zasadach radzieckiej federacji, a 29 stycznia został przemianowany na Radę Komisarzy Ludowych USRR. 10 marca 1919 roku uchwalono konstytucję USRR. Jej stolicą został Charków. USRR brała udział w negocjacjach pokojowych z Polską prowadzonych w Mińsku i Rydze w 1920 roku. W wyniku traktatu ryskiego rząd Polski uznał USRR za jedynego reprezentanta ludności ukraińskiej, tym samym przekreślając wcześniejsze sojusznicze zobowiązania wobec URL, mimo iż nie zostały one faktycznie nigdy ratyfikowane przez parlament polski. Żołnierze armii URL zostali internowani, nadal natomiast istniał i funkcjonował rząd Ukraińskiej Republiki Ludowej na emigracji.

### Funkcjonowanie kraju
USRR stanowiła do grudnia 1922 formalnie niezależne państwo, bez własnej armii, posiadające jednak własny komisariat spraw zagranicznych i służbę dyplomatyczną. W grudniu 1922, po utworzeniu Związku Socjalistycznych Republik Radzieckich, stała się republiką związkową ZSRR (największą po RFSRR). Na czele USRR stali w początku lat dwudziestych Stanisław Kosior, Emmanuił Kwiring (sekretarze KP(b)U) oraz Chrystian Rakowski (przewodniczący Rady Komisarzy Ludowych), Mykoła Skrypnyk (komisarz oświaty), którzy prowadzili politykę ukrainizacji w szkolnictwie i administracji. W latach 30. zostali oni zamordowani na rozkaz Stalina (Skrypnyk popełnił samobójstwo) pod zarzutem „burżuazyjnego nacjonalizmu”. Później władzami Ukrainy kierowali posłuszni wykonawcy poleceń Stalina: Łazar Kaganowicz, Stanisław Kosior oraz Nikita Chruszczow.
Poza czystką polityczną, USRR wstrząsnęła w latach 1932–1933 wywołana sztucznie przez partię bolszewicką klęska głodu, w konsekwencji kolektywizacji i polityki rozkułaczania. Według różnych szacunków głód spowodował śmierć około 6-7 milionów ludzi, z czego minimum 3,3 mln na terytorium Ukraińskiej SRR.
Rozprawiono się również z duchownymi oraz przedstawicielami mniejszości narodowych, szczególnie Polakami. Zlikwidowano polski obwód autonomiczny na Wołyniu (tzw. Marchlewszczyzna), mniejszość polską masowo mordowano i zsyłano w głąb Rosji. Represje dotknęły także polskich komunistów przebywających na obszarze państwa (m.in. Tomasza Dąbala). Począwszy od 1930 przez całe lata trzydzieste OGPU, a następnie NKWD prowadziły na terenie USRR masowy terror policyjny, którego ofiarami padli także ukraińscy intelektualiści, a następnie działacze ukraińskiej partii komunistycznej (sekcji WKP(b)).
W 1934 roku stolicę państwa przeniesiono do Kijowa odsuwając na boczny tor niewygodnych działaczy. Wówczas dokonano też podziału państwa na obwody: kijowski, charkowski, winnicki, zaporoski i doniecki.
Ukrainę przyjęto wraz z Białoruską SRR i ZSRR do ONZ jako pełnoprawnego członka. Uzasadniano to faktem, iż skoro formalnie brytyjskie dominia – Kanada i Australia także były członkami tej organizacji, nie ma przeszkód, by także niektóre z republik ZSRR weszły w skład ONZ, by zrównać brytyjską przewagę. Ponadto prawo do nadreprezentacji mogło być nagrodą za walkę z faszyzmem.
W 1986 roku Ukrainą wstrząsnęła awaria elektrowni w Czarnobylu, którą władze z początku starały się bagatelizować. Główne szkody poczyniła ona jednak w sąsiedniej Białoruskiej SRR.

### Likwidacja
Ukraińska SRR przestała oficjalnie istnieć 16 grudnia 1991, gdy uznane zostało niepodległe państwo ukraińskie. Przywrócono mu tradycyjne godło, hymn oraz wybrano nowe władze.

## I sekretarze KP(b)U i KPU
Faktyczną władzę w kraju sprawowali pierwsi sekretarze Komunistycznej Partii (bolszewików) Ukrainy/Komunistycznej Partii Ukrainy:
- Jurij Piatakow (12 lipca – 9 września 1918)
- Serafima Hopner (9 września – 21 października 1918)
- Emanuel Kwiring (21 października 1918 – marzec 1919)
- Stanisław Kosior (maj 1919 – 17 listopada 1920, z przerwą 2 października – 30 grudnia 1919, kiedy formalnie partia była rozwiązana)
- Wiaczesław Mołotow (17 listopada 1920 – marzec 1921)
- Feliks Kon (marzec 1920 – 9 grudnia 1921)
- Dmytro Manuilski (9 grudnia 1921 – 10 kwietnia 1923)
- Emanuel Kwiring (10 kwietnia 1923 – 20 marca 1925)
- Łazar Kaganowicz (5 kwietnia 1925 – lipiec 1928)
- Stanisław Kosior (lipiec 1928 – 27 stycznia 1938)
- Nikita Chruszczow (27 stycznia 1938 – 3 marca 1947, do czerwca 1938 jako p.o.)
- Łazar Kaganowicz (3 marca – 26 grudnia 1947)
- Nikita Chruszczow (25 grudnia 1947 – 16 grudnia 1949)
- Leonid Mielnikow (16 grudnia 1949 – 4 czerwca 1953)
- Aleksiej Kiriczenko (4 czerwca 1953 – 26 grudnia 1957)
- Nikołaj Podgorny (26 grudnia 1957 – 2 lipca 1963)
- Petro Szełest (2 lipca 1963 – 21 maja 1972)
- Wołodymyr Szczerbycki (25 maja 1972 – 28 września 1989)
- Wołodymyr Iwaszko (28 września 1989 – 22 czerwca 1990)
- Stanisław Hurenko (22 czerwca 1990 – 30 sierpnia 1991)

Zobacz też: Rada Komisarzy Ludowych USRR, Rada Ministrów USRR.

## Obszar i granice
Po traktacie ryskim i ustaleniu granicy z Polską (1921) terytorium USRR obejmowało obszary następujących guberni Imperium Rosyjskiego z 1917: kijowskiej, charkowskiej, katerynosławskiej, połtawskiej, chersońskiej, taurydzkiej i podolskiej, południową część czernihowskiej i wschodnią część wołyńskiej.
18 października 1921 z południowej części byłej guberni taurydzkiej utworzono Krymską Autonomiczną Socjalistyczną Republikę Radziecką w składzie RFSRR.
22 października 1922 terytorium USRR dzieliło się na następujące jednostki administracyjne:
- gubernia wołyńska
- gubernia doniecka
- gubernia zaporoska (w jej skład weszła 21 października 1922 większa część guberni katerynosławskiej)
- gubernia krzemieńczucka (w jej skład weszła 21 października 1922 mniejsza część guberni katerynosławskiej)
- gubernia kijowska
- gubernia mikołajewska (w jej skład 21 października 1922 weszła gubernia odeska)
- gubernia podolska
- gubernia charkowska
- gubernia czernihowska

Liczba i granice guberni podlegały w następnych latach zmianom. Podział gubernialny został w r. 1932 zastąpiony podziałem na obwody.
Po napaści III Rzeszy i ZSRR na Polskę i okupacji wschodnich terenów Rzeczypospolitej przez Armię Czerwoną nastąpiło przyłączenie do Ukraińskiej SRR (po pseudoplebiscycie) części terenów okupowanych anektowanych przez ZSRR (województwa: wołyńskie, tarnopolskie, stanisławowskie i wschodnia część lwowskiego na wschód od Sanu ze Lwowem, Lubaczowem i częścią Przemyśla). Akt władz ZSRR, sprzeczny z konwencją haską IV był nieważny w świetle prawa międzynarodowego.
W 1940 roku Rumunia została zmuszona do zrzeczenia się na rzecz ZSRR pewnych obszarów, spośród których Bukowinę i południową Besarabię włączono w skład Ukraińskiej SRR. Jednocześnie z obszaru Ukraińskiej SRR wyłączono część terenów wchodzącej dotąd w skład Ukraińskiej SRR Mołdawskiej ASRR. Obszary te wraz z pozostałymi częściami ziem odebranych Rumunii utworzyły Mołdawską SRR.
Po konferencji jałtańskiej (4–11 lutego 1945), wyłoniony w konsekwencji jej ustaleń komunistyczny Tymczasowy Rząd Jedności Narodowej podpisał 16 sierpnia 1945 umowę z ZSRR, uznając nieco zmodyfikowaną linię Curzona za wschodnią granicę Polski, w oparciu o porozumienie o granicy zawarte pomiędzy PKWN i rządem ZSRR 27 lipca 1944. W konsekwencji umowy okupowane od września 1939 tereny województw: wołyńskiego, stanisławowskiego, tarnopolskiego i Lwów ze wschodnią częścią województwa lwowskiego włączono do USRR. Ponadto do Ukraińskiej SRR przyłączono faktycznie w 1945 (formalnie w 1947 – pokój paryski) obszar Rusi Zakarpackiej, który do 1938/39 wchodził w skład Czechosłowacji, a następnie – Węgier.
Ostatecznie granice Ukraińskiej SRR uformowały się 19 lutego 1954, kiedy to decyzją Nikity Chruszczowa dla upamiętnienia trzechsetnej rocznicy ugody perejasławskiej Rosyjska FSRR przekazała Ukraińskiej SRR terytorium Krymu (obwód krymski RFSRR – dawną Krymską ASRR, z której w roku 1944 NKWD deportowało do Uzbekistanu wszystkich Tatarów). Odtąd Ukraińska SRR obejmowała obszar 603 716 km², który w 1984 roku zamieszkiwało 50,667 miliona osób.
Ukraińska SRR graniczyła z Polską, Węgrami, Czechosłowacją i Rumunią.
Wewnątrz ZSRR graniczyła z Białoruską SRR, Rosyjską FSRR i Mołdawską SRR.

## Autonomiczne obszary wewnątrz Ukraińskiej SRR
W skład Ukraińskiej SRR wchodziły autonomiczne narodowe jednostki polityczno administracyjne:
- Mołdawski Obwód Autonomiczny (1924), przekształcony w Mołdawską ASRR (1924–1940)
- Polski Rejon Narodowy im. Juliana Marchlewskiego (1925–1935)
- w 1991 r., tuż przed rozwiązaniem ZSRR i likwidacją Ukraińskiej SRR powstała na Krymie Krymska ASRR